# Åkeslund
Åkeslund – dzielnica (stadsdel) Sztokholmu, położona w jego zachodniej części (Västerort) i wchodząca w skład stadsdelsområde Bromma. Graniczy z dzielnicami Riksby, Abrahamsberg, Olovslund, Nockebyhov i Åkeshov.
Według danych opublikowanych przez gminę Sztokholm, 31 grudnia 2020 r. Åkeslund liczył 3544 mieszkańców. Powierzchnia dzielnicy wynosi 0,51 km².